# 누누 이스피리투 산투
누누 에를란데르 시몽이스 이스피리투 산투(포르투갈어: Nuno Herlander Simões Espírito Santo, 1974년 1월 25일 ~ )는 상투메 프린시페 태생 포르투갈의 전 축구 선수이자 현 축구 지도자로 선수 시절 골키퍼로 활동했으며 현재 잉글랜드 프리미어리그 노팅엄 포리스트의 감독직을 맡고 있다.

## 감독 경력
| 팀              | 부임         | 사임 및 경질 | 기록 | 기록 | 기록 | 기록 |
| 팀              | 부임         | 사임 및 경질 | 전   | 승   | 무   | 패   |
| --------------- | ------------ | ------------ | ---- | ---- | ---- | ---- |
| 히우 아브       | 2012. 5. 15  | 2014. 5. 19  | 80   | 32   | 17   | 31   |
| 발렌시아        | 2014. 7. 4   | 2015. 11. 29 | 62   | 32   | 16   | 14   |
| 포르투          | 2016. 6. 1   | 2017. 5. 22  | 49   | 27   | 16   | 6    |
| 울버햄튼        | 2017. 5. 31  | 2021. 5. 23  | 199  | 95   | 49   | 55   |
| 토트넘 홋스퍼   | 2021. 6. 30  | 2021. 11. 1  | 17   | 8    | 2    | 7    |
| 알이티하드      | 2022. 7. 4   | 2023. 11. 7  | 56   | 36   | 12   | 8    |
| 노팅엄 포리스트 | 2023. 12. 20 |              |      |      |      |      |

## 대회 기록

### 선수

#### RC 데포르티보 라 코루냐 (1997~2002)
- 코파 델 레이: 2001-02

#### FC 포르투
- 프리메라리가: 2002-03, 2003-04, 2007-08, 2008-09
- 타사 드 포르투갈: 2002-03, 2008-09, 2009-10
- 수페르타사 칸디두 드 올리베이라: 2003, 2004, 2009
- UEFA 챔피언스리그: 2003-04
- UEFA 유로파리그: 2002-03

- 인터컨티넨탈컵: 2004

### 감독

#### 울버햄튼 원더러스 FC
- EFL 챔피언십: 2017-18

#### 알이티하드
- 사우디 프로 리그 : 2022-23
- 사우디 슈퍼컵 : 2022

### 개인 수상 기록

#### 선수
- 트로페오 리카르도 사모라: 1999-00 (세군다 디비시온)

#### 감독
- LMA 올해의 감독: 2017-18 (EFL 챔피언십)
- 라리가 이달의 감독: 2014년 9월, 2014년 12월, 2015년 2월
- 프리미어리그 이달의 감독: 2018년 9월, 2020년 6월, 2020년 10월, 2021년 8월, 2024년 10월
- EFL 챔피언십 이달의 감독: 2017년 11월
- 사우디 프로 리그 이 달의 감독 : 2023년 3월, 4월, 8월